# Polystichum deltodon
Polystichum deltodon är en träjonväxtart som först beskrevs av Bak., och fick sitt nu gällande namn av Friedrich Ludwig Diels. Polystichum deltodon ingår i släktet Polystichum och familjen Dryopteridaceae. Inga underarter finns listade.